# Державні стипендії імені Левка Лук'яненка
Державні стипендії імені Левка Лук'яненка — нагорода, що вручається з 2018 року з метою забезпечення захисту прав, свобод і законних інтересів громадян України, незаконно затриманих, утримуваних Російською Федерацією, окупаційною адміністрацією Російської Федерації, яка встановила та здійснює загальний контроль на тимчасово окупованих територіях у Донецькій та Луганській областях, Автономній Республіці Крим та місті Севастополі через їх громадську або політичну діяльність, пов'язану з послідовною публічною позицією, спрямованою на відстоювання суверенітету та відновлення територіальної цілісності України, а також звільнених з числа таких осіб. Затверджена Указом Президента України від 7 грудня 2018 року № 417/2018.

## Процедура відбору кандидатів

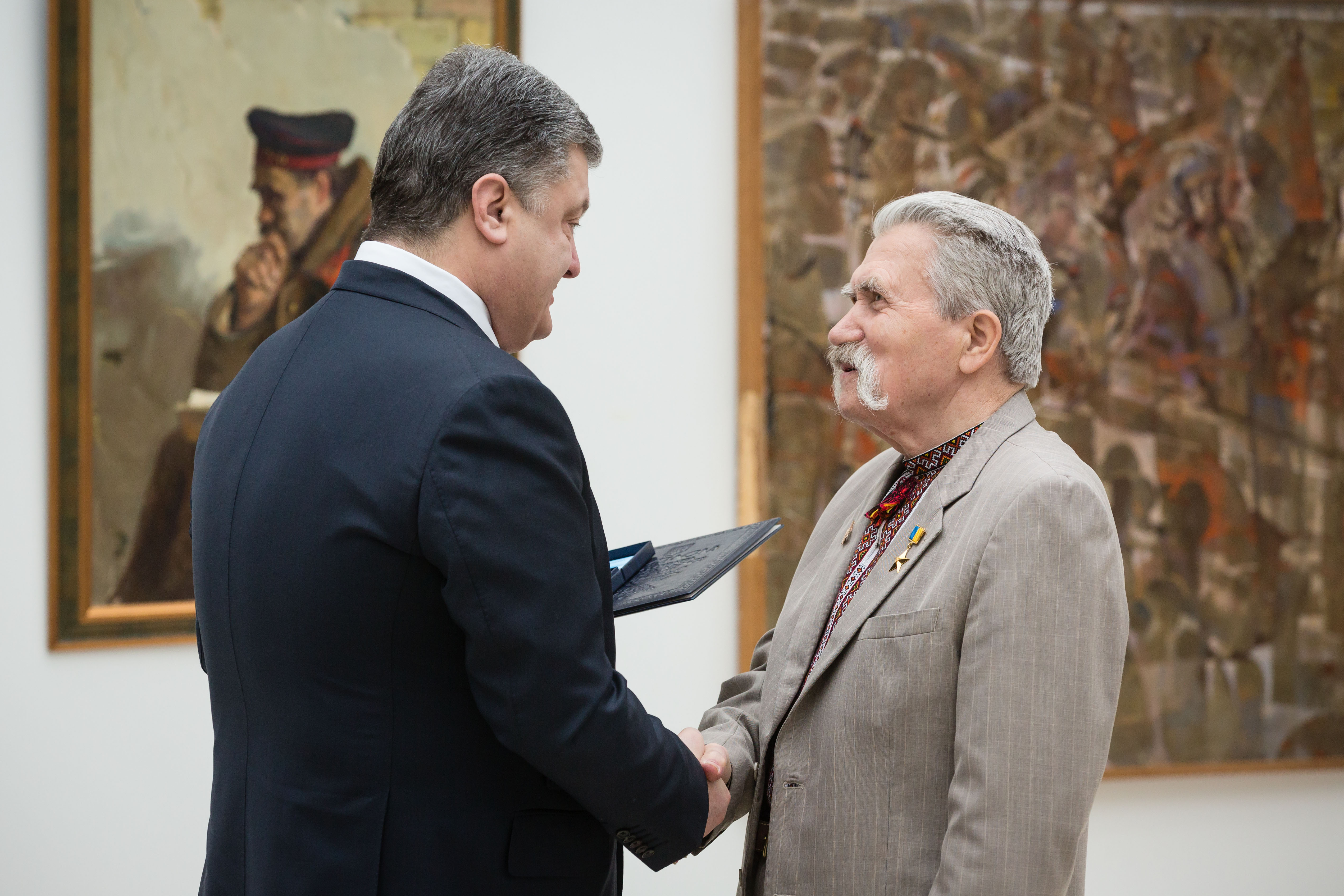
Вручення Левку Лук'яненку Національної премії України імені Тараса Шевченка 2016 року.

Щорічно може призначатися до 100 державних стипендій на рік. Державна стипендія призначається указом Президента України у розмірі трьох прожиткових мінімумів для працездатних осіб.
Клопотання про призначення державних стипендій подаються до міністерства з питань реінтеграції тимчасово окупованих територій України Уповноваженим Верховної Ради України з прав людини, Постійним Представником Президента України в Автономній Республіці Крим, міністерствами, іншими центральними органами виконавчої влади, Радою міністрів Автономної Республіки Крим, обласними, Київською, Севастопольською міськими державними адміністраціями, громадськими об'єднаннями, які провадять діяльність з підтримки та захисту прав і законних інтересів громадян України. За результатами розгляду такого клопотання міністерство вносить Кабінету Міністрів України пропозиції щодо кандидатів на призначення державних стипендій разом із проєктом відповідного указу Президента України. У строк що становить не більш ніж 20 робочих днів з дати отримання таких пропозицій, Кабінет Міністрів України вносить Президентові України відповідний проєкт указу Президента України про призначення державних стипендій.

## Організація виплат
Щомісячна виплата державної стипендії, призначеної громадянину України, незаконно затриманому, утримуваному Російською Федерацією, окупаційною адміністрацією Російської Федерації, здійснюється у період його незаконного затримання, утримання та протягом одного року після звільнення. Виплата державної стипендії, призначеної звільненому з числа зазначених осіб, здійснюється протягом одного року.

## Стипендіати

### 2019, травень
| На період незаконного затримання, утримання та протягом одного року після звільнення - Балух Володимиру Григоровичу - Семена Микола Михайлович - Сенцов Олег Геннадійович - Сущенко Роман Володимирович | Строком на один рік - Умеров Ільм Рустемович - Чийгоз Ахтем Зейтуллайович |

### 2019, липень
| На період незаконного затримання, утримання та протягом одного року після звільнення - Бессарабов Олексій Євгенович - Вигівський Валентин Петрович - Гриб Павло Ігорович - Дудка Володимир Михайлович - Карпюк Микола Андронович - Клих Станіслав Романович - Кольченко Олександр Олександрович - Панов Євген Олександрович - Сизонович Олексій Іванович | Строком на один рік - Афанасьєв Геннадій Сергійович - Яценко Юрій Сергійовичу |

### 2021, лютий
| На період незаконного затримання, утримання та протягом одного року після звільнення | Строком на один рік - Козловський Ігор Олексійович - Асєєв Станіслав Володимирович |

### 2021, грудень
| На період незаконного затримання, утримання та протягом одного року після звільнення - Кук Емір-Усеін Кемалович - Мустафаєв Сервер Рустемович - Салієв Сейран Алімович. - Єсипенко Владислав Леонідович. | Строком на один рік - Асєєв Станіслав Володимирович - Буянов Віталій Олександрович - Ковальський Анатолій Йосипович - Козловський Ігор Анатолійович - Мовенко Ігор Олексійович - Мухіна Анастасія Володимирівна - Сорокіна Олена В'ячеславівна - Тимофєєв Олександр Леонідович - Чуйкова Марина Володимирівна - Щекун Андрій Степанович. |

|                                                                              |
| Кінорежисер Олег Сенцов на врученні премії імені А.Сахарова у листопаді 2019 |

|                                     |
| український журналіст Роман Сущенко |

| |
| український кримськотатарський політик Ільмі Умеров на зустрічі з Президентом України у жовтні 2017 |

| |
| український кримськотатарський політик Ахтем Чийгоз на зустрічі з Президентом України у жовтні 2017 |

| |
| студент Києво-Могилянської академії, викрадений у Білорусі Павло Гриб під час повернення до України у вересні 2019 |

|                                                                                    |
| політичний в'язень Кремля Володимир Дудка під час судового засідання у травні 2017 |

|                                                                                       |
| політичний в'язень Кремля Олександр Кольченко під час судового засідання у липні 2015 |

| |
| Український правозахисник Геннадій Афанасьєв, виступає у листопаді 2016 в Торонто через 3 місяці після звільнення з російської в'язниці |

| |
| Український журналіст, громадський діяч, видавець, головний редактор газети «Кримська світлиця» Андрій Щекун |

|                                                                                   |
| український письменник, журналіст і блогер, член Українського ПЕН Станіслав Асєєв |